# 伝説の巨獣 狼男対ゴジラ
『伝説の巨獣 狼男対ゴジラ』（でんせつのきょじゅう おおかみおとこたいゴジラ）は、S・F・A（SCIENCE FICTION ARTISTS）製作の日本の自主制作特撮映画。

## 概要
1970年代の東宝にて怪獣映画などに制作進行として関わっていた中島志津男が、東宝で学んだ映像技術を活用し、1983年より自身を監督として自主制作を始めた8ミリ映画。『キングコング対ゴジラ』や『吸血狼男』などへのオマージュ要素が強いゴジラシリーズの二次創作作品で、内容は「巨大化した狼男がゴジラと激突する」というもの。
登場するゴジラの着ぐるみは『キングコング対ゴジラ』に登場する、いわゆる「キンゴジ」の姿を再現したもので、そのため本作製作時の画像が「東宝が1960年代に製作した作品のものではないか」と英語圏の怪獣ファンに誤認されたこともあった。また、ゴジラと相対する狼男の造形は品田冬樹が担当している。
1980年代中頃には主要な撮影が完了しているが、その後は視覚効果や音響、編集などの作業が続けられており、2024年現在も「完成」には至っていない。1989年に製作された予告編に加えて、2002年からは「映像集」という形で一部シーンを纏めたものが上映会などで公開されている。また、製作に関する記事が雑誌『宇宙船』やゴジラシリーズを扱ったムックに掲載されたこともある。